# Азрикан, Арнольд Григорьевич
Арно́льд Григо́рьевич Азрика́н (1906—1976) — советский оперный певец (тенор) и режиссёр-постановщик.
Заслуженный артист Украинской ССР (1940). Лауреат Сталинской премии второй степени (1946). Заслуженный деятель искусств Молдавской ССР.

## Биография
Родился 10 (23 февраля) 1906 года в Одессе. Был младшим из семи детей в бедной еврейской семье. Отец был столяром-краснодеревщиком и умер, когда будущему певцу было девять лет. Семья жила в Театральном переулке, а после смерти отца переехала на Ланжероновскую улицу. Его сестра София в 1913 году уехала в Америку, старший брат Иосиф погиб в Одессе в начале Гражданской войны.
Учился в городском училище; его домашним воспитанием занималась старшая сестра Фаня, которая работала учительницей. Был мальчиком на побегушках в ювелирной лавке, позже подрабатывал по ночам грузчиком в порту, по воскресеньям пел в церковном хоре. С 19 лет пел в хоре Одесского театра оперы и балета и одновременно учился в Одесской консерватории у Юлии Рейдер, позже занимался также у работавшего в Одессе и Харькове испанского тенора Карло Барреры.
Дебютировал в Одесской опере как солист в 1928 году в партии Натанаэля («Сказки Гофмана» Жака Оффенбаха), за которой последовала партия Калафа в опере Джакомо Пуччини «Турандот» и другие ведущие партии тенорового репертуара. В 1930—1934 годах солист ХУАТОБ имени Н. В. Лысенко, в 1934—1943 годах — КУАТОБ имени Т. Г. Шевченко.
В 1933 году, во время короткого контракта с Хабаровским музыкальным театром, был арестован по статье 58—10 УК за отказ продолжать спектакль по опере советского композитора В. Фемелиди «Разлом» на неотапливаемой сцене театра. Через три дня дело было прекращено за недоказанностью, а артист был уволен из театра. Реабилитирован 21 июня 2001 года.
С началом Великой Отечественной войны был эвакуирован из Киева в Алма-Ату, откуда был переведён в труппу Куйбышевского театра оперы и балета (1941). Две его сестры, оставшиеся с семьями в Одессе, погибли во время фашистской оккупации города. С самого начала войны работал в концертных бригадах, обслуживавших части Советской Армии на фронте и в тылу (эвакопункты и госпитали). В 1943 году озвучил вокальную партию в фильме «Воздушный извозчик» (Ленфильм), который снимался в Алма-Ате. В том же году был приглашен в Сибирское отделение Всесоюзного гастрольно-концертного объединения в Новосибирске . Осенью 1943 года стал солистом Свердловского театра оперы и балета, где, в частности, спел заглавную партию в постановке оперы Джузеппе Верди «Отелло» (1945). В 1946 году за исполнение роли Отелло был удостоен Сталинской премии. Сотрудничал с такими известными дирижёрами, как Самуил Столерман, Михаил Покровский, Вениамин Тольба, Александр Пазовский, Арнольд Маргулян, Самуил Самосуд, Владимир Дранишников, Курт Зандерлинг .
В дальнейшем выступал на оперных сценах Баку (1951—1956, 1961—1962), Одессы (1956—1959), Кишинёва (1963—1964), давал сольные концерты в филармонических залах страны, а также пел с симфоническими оркестрами. В концертный репертуар певца входили арии из опер, русские и украинские романсы, а также неаполитанские песни. В октябре 1959 года организовал оперную студию при Доме культуры в Измаиле; в 1961 году эта студия была объединена с организованной С. П. Новожиловым в 1955 году драматической студией и стала Народным музыкально-дрaматическим театром ДК имени Т. Г. Шевченко под руководством С. П. Новожилова, а Азрикан вернулся в Баку. В 1964—1976 годах преподавал вокальное мастерство в Кишинёвской консерватории. Среди его учеников — народные артисты Молдавии Владимир Закликовский, Иоан Пауленку, Иван Кваснюк, народный артист Российской Федерации Анатолий Березин.

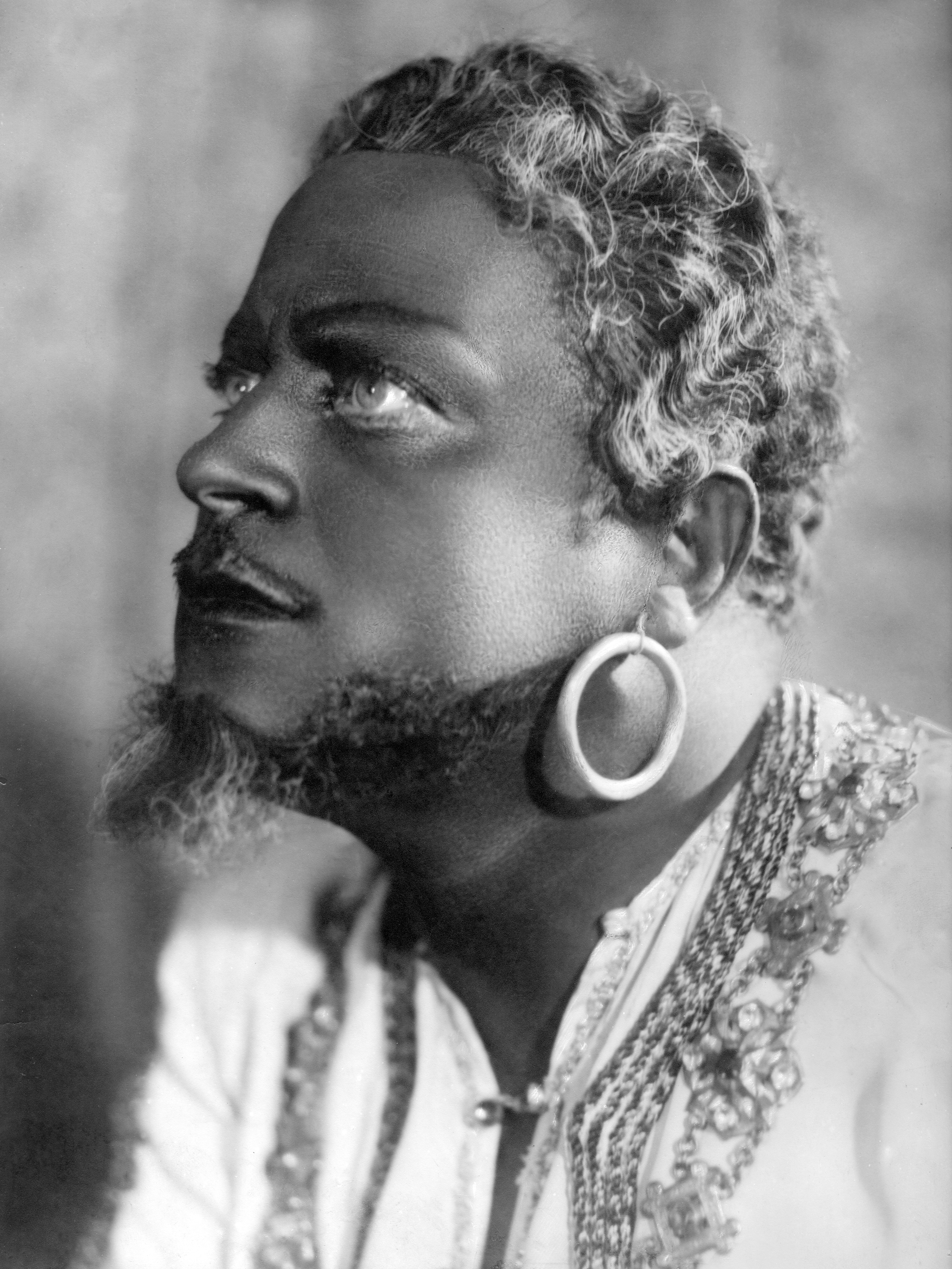
Арнольд Азрикан в роли Отелло. Свердловский государственный академический театр оперы и балета

А. Г. Азрикан умер 19 июля 1976 года в Москве. Прах Азрикана был перезахоронен в Чикаго.
В 2014 году творческий архив певца был передан его семьёй в дар Российскому государственному архиву литературы и искусства (РГАЛИ, Москва).

## Семья

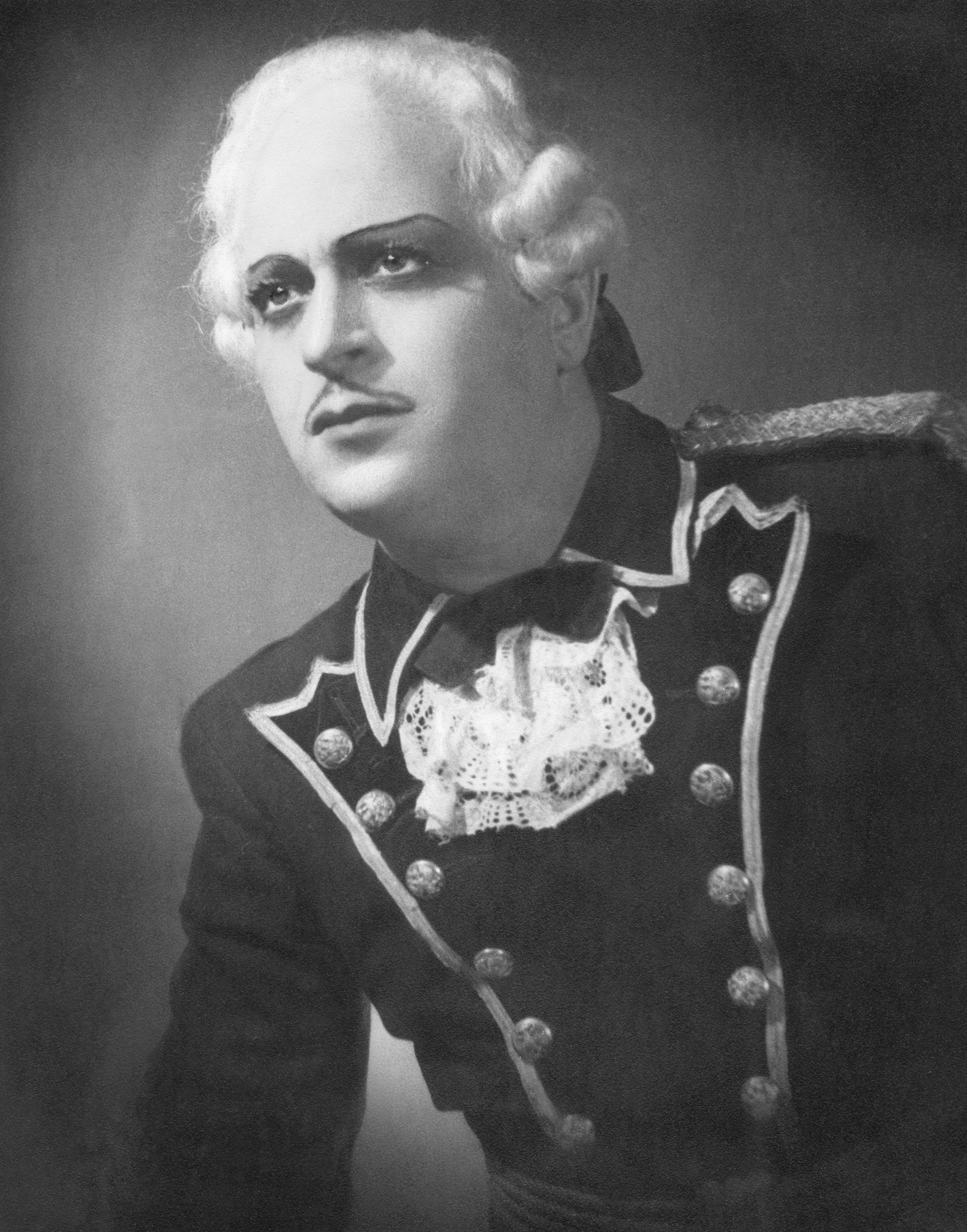
Арнольд Азрикан в роли Германа в опере «Пиковая Дама»

Вторым браком (с 1929 года) был женат на балерине Розалии (Розе) Самойловне Копп (1908—1988). Сын — Дмитрий Азрикан (род. 1934), дизайнер, кандидат искусствоведения; вместе с сестрой, Диной Азрикан (род. 1945), на русском и английском языках опубликовал книгу «Арнольд Азрикан: романс для драматического тенора» (2006). Сын от первого брака — Аркадий (1927—1997).

## Творчество

### Оперные партии
- Владимир Игоревич(«Князь Игорь» А. П. Бородина)
- Владимир («Дубровский» Э. Ф. Направника)
- Собинин («Жизнь за царя» М. И. Глинки)
- Самозванец («Борис Годунов» М. П. Мусоргского)
- Андрей («Мазепа» П. И. Чайковского)
- Вакула («Черевички» П. И. Чайковского)
- Садко («Садко» Н .А. Римского-Корсакова)
- Герман («Пиковая дама» П. И. Чайковского)
- Ленька («В бурю» Т. Н. Хренникова)
- Годун («Разлом» В. А. Фемелиди)
- Давыдов («Поднятая целина» И. И. Дзержинского)
- Григорий Мелехов («Тихий Дон» И. И. Дзержинского)
- Хлопуша («Орлиный бунт» А. Ф. Пащенко)
- Андрей («Тарас Бульба» Н. В. Лысенко)
- Петро («Наталка Полтавка» Н. В. Лысенко)
- Андрей («Запорожец за Дунаем» С. С. Гулака-Артемовского)
- Йонтек («Галька» С. Монюшко)
- Натанаил («Сказки Гофмана» Ж. Оффенбаха)
- Рауль («Гугеноты» Дж. Мейербера)
- Фауст («Фауст» Ш. Гуно)
- Калаф («Турандот» Дж. Пуччини)
- Радамес («Аида» Дж. Верди)
- Манрико («Трубадур» Верди)
- Канио («Паяцы» Р. Леонкавалло)
- Арриго («Сицилийская вечерня» Дж. Верди)
- Каварадосси («Тоска» Дж. Пуччини)
- Хозе («Кармен» Ж. Бизе)
- Пинкертон («Мадам Баттерфляй» Дж. Пуччини)
- Туридду («Сельская честь» П. Масканьи)
- Де Грие («Манон Леско» Дж. Пуччини)
- Отелло («Отелло» Дж. Верди)

### Постановки в оперных театрах
«Отелло» Верди:
- Куйбышевский театр оперы и балета, 1950.
- Саратовский театр оперы и балета, 1951.
- Бакинский театр оперы и балета, 1952.
- Кишиневский театр оперы и балета, 1964.

«Иоланта» Чайковского:
- Бакинский театр оперы и балета, 1953.

«Манон Леско» Пуччини (впервые поставлена на советской оперной сцене):
- Бакинский театр оперы и балета, 1956.

## Дискография
- Два украинских романса: «Ой, у полі нивка», «Ой, за гаем, гаем» — Грампласт (5230/5232), 1937.
- Озвучивание в фильме «Воздушный извозчик», Ленфильм, 1943.